# Ice Water
Ice Water es el séptimo álbum de estudio del guitarrista estadounidense Leo Kottke. Fue publicado en enero de 1974 por Capitol Records. Producido por Denny Bruce, el álbum se grabó, mezcló y masterizó en los estudios Sound 80, en Minneapolis, Minnesota, por el ingeniero de audio Paul “Don't Call Me Slater Martin” Martinson.

## Recepción de la crítica
Un escritor no especificado de la revista Cash Box declaró que “Siempre un guitarrista superlativo y últimamente un vocalista persuasivo, Leo ha combinado los dos talentos en esta colección de diez canciones”. Un escritor no especificado de Billboard indicó que “[Kottke] combina su trabajo magistral con su voz fuerte y única para un LP de primer nivel. Kottke tiene el don de tomar cualquier tipo de música, desde rock hasta folk y estándares, y hacerla suya”.

## Lista de canciones
Todas las canciones escritas y compuestas por Leo Kottke, excepto donde esta anotado. 
| Lado uno |                                                            |          |  |
| N.º      | Título                                                     | Duración |  |
| 1.       | «Morning is the Long Way Home»                             | 6:26     |  |
| 2.       | «Pamela Brown» (Tom T. Hall)                               | 4:03     |  |
| 3.       | «A Good Egg»                                               | 3:10     |  |
| 4.       | «Tilt Billings and the Student Prince» (Kottke, Ron Nagle) | 4:56     |  |
| 5.       | «All Through the Night» (tradicional, arr. por Kottke)     | 1:30     |  |

| Lado dos |                                       |          |  |
| N.º      | Título                                | Duración |  |
| 1.       | «Short Stories» (Kottke, Cal Hand)    | 3:01     |  |
| 2.       | «You Tell Me Why» (Ron Elliott)       | 3:58     |  |
| 3.       | «You Know I Know You Know»            | 4:08     |  |
| 4.       | «Born to Be with You» (Don Robertson) | 3:02     |  |
| 5.       | «A Child Should Be a Fish»            | 3:45     |  |

## Créditos y personal
Créditos adaptados desde las notas de álbum de Ice Water.
Músicos
- Leo Kottke – guitarra, guitarra de doce cuerdas, voces
- Bill Berg – batería, percusión
- Bill Peterson – bajo eléctrico
- Billy Barber – piano
- Cal Hand – dobro, steel guitar

Personal técnico
- John Van Hamersveld – diseño de portada, ilustración
- Denny Bruce – productor
- Paul “Don't Call Me Slater Martin” Martinson – ingeniero de audio

## Posicionamiento
| Gráfica (1974)                            | Pico de posición |
| ----------------------------------------- | ---------------- |
| Australia (Kent Music Report)             | 94               |
| Estados Unidos (Billboard Top LPs & Tape) | 69               |
| Estados Unidos (Cash Box Top 100 Albums)  | 49               |
| Estados Unidos (Record World Album Chart) | 47               |